# Ryżniak
Ryżniak (Oryzomys) – rodzaj ssaków z podrodziny bawełniaków (Sigmodontinae) w obrębie rodziny chomikowatych (Cricetidae).

## Rozmieszczenie geograficzne
Rodzaj obejmuje gatunki występujące w Ameryce.

## Morfologia
Długość ciała (bez ogona) 94–152 mm, długość ogona 100–173 mm, długość ucha 13–18 mm, długość tylnej stopy 24–40 mm; masa ciała 40–82 g.

## Systematyka
Rodzaj (w randze podrodzaju w obrębie Hesperomys) zdefiniował w 1857 roku amerykański ornitolog i ichtiolog Spencer Fullerton Baird w rozdziale poświęconym ssakom, opublikowanym w raporcie sporządzonym na zlecenie Departamentu Wojny Stanów Zjednoczonych. Gatunkiem typowym jest (oznaczenie monotypowe) ryżniak błotny (O. palustris).

### Etymologia
- Oryzomys: gr. ορυζα oruza ‘ryż’; μυς mus, μυος muos ‘mysz’[10].
- Micronectomys: gr. μικρος mikros ‘mały’; rodzaj Nectomys W. Peters, 1860 (pływaczek)[2]. Gatunek typowy (oryginalne oznaczenie): Nectomys dimidiatus Thomas, 1905.

### Podział systematyczny
Do rodzaju należą następujące żyjące współcześnie i wymarłe po 1500 roku gatunki:
| Grafika | Gatunek             | Autor i rok opisu | Nazwa zwyczajowa     | Podgatunki         | Rozmieszczenie geograficzne | Podstawowe wymiary                                  | Status IUCN |
| ------- | ------------------- | ----------------- | -------------------- | ------------------ | --- | --------------------------------------------------- | ----------- |
|         | Oryzomys nelsoni    | Merriam, 1898     | ryżniak wyspowy      | gatunek monotypowy | endemit Meksyku (znany tylko z wyspy Marie Madre u wybrzeży Nayarit) | DC: 12,2–15,3 cm DO: 16–19,1 cm MC: brak danych     | EX          |
|         | Oryzomys antillarum | O. Thomas, 1898   | ryżniak jamajski     | gatunek monotypowy | endemit Jamajki (Wielkie Antyle) | DC: 12–13,2 cm DO: 10,8–13 cm MC: brak danych       | EX          |
|         | Oryzomys palustris  | (Harlan, 1837)    | ryżniak błotny       | 5 podgatunków      | endemit Stanów Zjednoczonych (od południowego Illinois i południowego New Jersey do Florydy (wraz z dolną częścią Florida Keys)); zakres wysokości: 0–1000 m n.p.m.      | DC: 13,1–13,4 cm DO: 12,1–14,3 cm MC: 45–80 g       | LC          |
|         | Oryzomys texensis   | J.A. Allen, 1894  |                      | gatunek monotypowy | Stany Zjednoczone (południowo-wschodni Kansas i południowe Missouri, na południe do wschodniego Teksasu i zachodniego Missisipi) i Meksyk (północno-wschodni Tamaulipas) | DC: 12–14,6 cm DO: 10–14 cm MC: 40–74 g             | NE          |
|         | Oryzomys couesi     | (Alston, 1877)    | ryżniak moczarowy    | gatunek monotypowy | Stany Zjednoczone (skrajnie południowy Teksas), Meksyk do środkowej Panamy; zapisy z północno-zachodniej Kolumbii; zakres wysokości: 0–2000 m n.p.m.                     | DC: 9,1–14,4 cm DO: 10,2–16 cm MC: 43–82 g          | LC          |
|         | Oryzomys mexicanus  | J.A. Allen, 1897  |                      | gatunek monotypowy | tropikalne przybrzeżne równiny Meksyku (od Sonory), Gwatemali i Salwadoru                                                                                                | DC: 11,8–16,3 cm DO: 14,2–18,1 cm MC: brak danych   | NE          |
|         | Oryzomys fulgens    | O. Thomas, 1893   |                      | gatunek monotypowy | endemit Meksyku (ograniczony do Doliny Meksyku); zakres wysokości: poniżej 2000 m n.p.m.                                                                                 | DC: około 12,3 cm DO: około 13,9 cm MC: brak danych | NE          |
|         | Oryzomys peninsulae | O. Thomas, 1897   | ryżniak półwyspowy   | gatunek monotypowy | endemit Meksyku (południowa Kalifornia Dolna Południowa) | DC: 11,3–15,2 cm DO: 11,4–15,6 cm MC: brak danych   | NE          |
|         | Oryzomys albiventer | Merriam, 1901     | ryżniak białobrzuchy | gatunek monotypowy | endemit Meksyku (Meseta de Anáhuac (środkowe i wschodnie Jalisco, południowe Guanajuato i północne Michoacán); zakres wysokości: 1200–1800 m n.p.m.                      | DC: 11,6–14,2 cm DO: 12,9–17,3 cm MC: brak danych   | NE          |
|         | Oryzomys dimidiatus | (O. Thomas, 1905) | ryżniak błyszczący   | gatunek monotypowy | endemit Nikaragui (znany tylko z obszaru rzeki Escondido (w pobliży El Ramy))                                                                                            | DC: 11,8–12,5 cm DO: 11–11,5 cm MC: około 46 g      | NE          |
|         | Oryzomys gorgasi    | Hershkovitz, 1971 | ryżniak namorzynowy  | gatunek monotypowy | znany tylko z dwóch miejsc w przybrzeżnej północno-zachodniej Kolumbii i północno-zachodniej Wenezueli; być może szeroko rozpowszechniony                                | DC: 9,4–15,2 cm DO: 11,6–13,8 cm MC: brak danych    | EN          |

Kategorie IUCN:  LC  – gatunek najmniejszej troski,  EN  – gatunek zagrożony,  EX  – gatunek wymarły;  NE  – gatunki niepoddane jeszcze ocenie.